# Sokoligóra
Sokoligóra – wieś w Polsce położona w województwie kujawsko-pomorskim, w powiecie golubsko-dobrzyńskim, w gminie Golub-Dobrzyń.

## Podział administracyjny
W latach 1975–1998 miejscowość administracyjnie należała do województwa toruńskiego.

## Demografia
Według Narodowego Spisu Powszechnego, w końcu marca 2011 r. wieś liczyła 467 mieszkańców, identycznie jak Sokołowo. Jest, wraz z Sokołowem, siódmą co do wielkości miejscowością gminy Golub-Dobrzyń.